# 伊冯娜·戴高乐
伊冯娜·戴高乐（法語：Yvonne de Gaulle；1900年5月22日—1979年11月8日），本名伊冯娜·夏洛特·安娜·玛丽·旺德鲁（法語：Yvonne Charlotte Anne Marie Vendroux），是法国总统戴高乐的妻子，法国的第一夫人，她被法国人民亲切的称呼为“伊冯娜大婶”（Tante Yvonne）。